# کمپ هیل (آلاباما)
کمپ هیل شهری است در ایالت آلاباما در کشور آمریکا.

## مکان
کمپ هیل در موقعیت () قرار دارد.
با توجه به اطلاعات اداره آمار آمریکا مساحت آن در حدود ۲۳٫۵ کیلومترمربع است.

## مردم‌شناسی
با توجه به آمار سال ۲۰۰۰ جمعیت آن ۱۲۷۳ نفر، ۵۱۹ خانواده در آن ساکن هستند.
تعداد ۶۱۴ واحد خانه در هر مساحت تقریبی (۲۶،۱akm²) قرار دارد.
۲۹،۴% درصد از خانواده‌های فرزند زیر ۱۸ سال داشتند که از این تعداد ۲۹،۵% درصد زوج بوده و ۳۰،۱% درصد زنان بدون شوهر و ۳۴،۹% درصد نیز غیر خانواده بودند.
متوسط درآمد یک خانواده در حدود ۲۶،۷۱۹ دلار آمریکا است و زنان درآمد متوسط ۲۲،۸۳۳ دلار آمریکا و مردان درآمد متوسط ۲۰،۰۳۸ دلار آمریکا بدست می‌آورند.